# Георг II фон Папенхайм
Георг II фон Папенхайм (на немски: Georg II von Pappenheim; * ок. 1465, Тройхтлинген; † 1529) от рода на наследствените маршали на Папенхайм в Бавария, е господар на Тройхтлинген.

## Произход
Той е син на маршал Георг I фон Папенхайм (1430 – 1485) и съпругата му Урсула фон Валдбург († 1464), внучка на Йохан II фон Валдбург, дъщеря на трушсес Якоб I фон Валдбург „Златния рицар“ († 1460) и първата му съпруга графиня Магдалена фон Хоенберг-Наголд († 1437).
Баща му купува през 1447 г. дворец Тройхтлинген.

## Фамилия
Георг II фон Папенхайм се жени за Маргарета Нотхафт фон Вернберг, дъщеря на Каспар Нотхафт († 1466) и Маргарета фон Ахаймб. Те имат шест деца:
- Георг фон Папенхайм († 10 декември 1563), епископ на Регенсбург (1548 – 1563)
- Рудолф фон Папенхайм († 1552), женен за Магдалена Хумпис фон Ратценрид
- Улрих фон Папенхайм (* 1500 † 1539), господар на Швиндег, женен ок. 1518 г. за Анна фон Фраунхофен († 1544)
- Урсула фон Папенхайм, омъжена за Фридрих фон дер Шнайдт
- Барбара фон Папенхайм, омъжена за Ханс фон Парзберг
- Маргарета фон Папенхайм, омъжена за Хиронимус фон Лихтенщайн

## Галерия
- Замък Папенхайм
- Замък Егерсберг
- Дворец Тройхтлинген